# El Aguaje, Chiapas
El Aguaje är en ort i Mexiko.   Den ligger i kommunen San Cristobal De Casas och delstaten Chiapas, i den sydöstra delen av landet, 800 km öster om huvudstaden Mexico City. El Aguaje ligger 2 318 meter över havet och antalet invånare är 667.
Terrängen runt El Aguaje är kuperad åt nordost, men åt sydväst är den bergig. Runt El Aguaje är det tätbefolkat, med 459 invånare per kvadratkilometer. Närmaste större samhälle är San Cristóbal de las Casas, 7,3 km nordväst om El Aguaje. I omgivningarna runt El Aguaje växer i huvudsak städsegrön lövskog.